# Posticum
Il posticum, nell'Antica Roma, era un corridoio secondario che fungeva sia da ingresso che da uscita; di solito era posizionato sul lato della parete più ampia della domus e/o villa. Aveva la funzione di passaggio della servitù e dei rifornimenti, ma anche del padrone di casa quando non voleva esser disturbato. Si affacciava spesso su di un vicolo e si collegava al peristilio.